# Walrab von Wangenheim (Politiker, 1884)
Hermann Walrab Melchior Freiherr von Wangenheim (* 11. Juni 1884 in Eldenburg, Landkreis Westprignitz; † 8. Mai 1947 in Waake) war ein deutscher Jurist und Politiker (Deutsch-Hannoversche Partei, später Deutsche Partei) aus der Familie von Wangenheim.

## Leben
Der aus dem Adelsgeschlecht von Wangenheim stammende Walrab wurde auf der Eldenburg als Sohn des Gutsherrn Adolf von Wangenheim-Wake und seiner Ehefrau Ella von Wangenheim, Tochter des George Freiherrn von Wangenheim und der Ceceli Freiin von Wangenheim, geboren. Er wurde zunächst im elterlichen Hause unterrichtet, im Anschluss besuchte er in den Jahren 1899 bis 1902 ein humanistisch ausgerichtetes Gymnasium. Er studierte für ein Jahr in Schottland an der Universität Edinburgh, danach in Heidelberg, wo er 1903 im Corps Vandalia recipiert wurde, München und Marburg von 1904 bis 1906 Rechtswissenschaften und wurde noch 1906 Referendar. In den Jahren 1906 und 1907 diente er beim Militär, danach setzte er sein Referendariat in Melsungen, Hanau und Kassel fort. Er wurde 1911 Assessor und arbeitete bis 1914 als Mitarbeiter bei einem Rechtsanwalt. In der Zeit des Ersten Weltkrieges war er Kriegsteilnehmer. Nach Kriegsende pachtete er im Kreis Göttingen das Rittergut Waake und betätigte sich als Landwirt und in der Forstwirtschaft.
Wangenheim war von 1919 bis 1921 Mitglied der Verfassunggebenden Preußischen Landesversammlung und von 1921 bis 1932 Mitglied des Preußischen Landtages für die Deutsch-Hannoversche Partei (DHP). Er vertrat von 1919 bis 1921 sowie von 1924 bis 1932 den Wahlkreis 16 (Süd-Hannover) und war von 1921 bis 1924 Abgeordneter als Landeswahlvorschlag der DHP. Von 1919 bis zum 21. Mai 1924 war er ständiger Gast der Zentrumsfraktion, von 1924 bis 1928 Mitglied der Fraktion Wirtschaftliche Vereinigung und vom 8. Juni 1928 bis zu seinem Ausscheiden aus dem Landtag Mitglied der Deutschen Fraktion, bestehend aus DHP, CNBL und Völkisch-Nationalem Block. Seine parlamentarische Tätigkeit umfasste vor allem die Bereiche des Siedlungs- und Wohnungswesens, den Ausbau der Wasserstraßen und die Haushaltspolitik.
Wangenheim verlor 1937 aus bisher nicht geklärten Gründen seine Zulassung als Göttinger Rechtsanwalt und Notar.
Vom 23. August 1946 bis 29. Oktober 1946 war er für die Niedersächsische Landespartei (NLP) Mitglied des Ernannten Hannoverschen Landtages.

## Familie
Walrab von Wangenheim vermählte sich am 3. Mai 1922 in Rudolstadt mit Elisabeth Freiin von der Recke (1893–1972), Tochter der Luise von Harnier und des Franz Freiherr von der Recke, u. a. Staatsminister und kgl. preuß. Kammerherr. Die Familie von Walrab und Elisabeth von Wangenheim wählte das Gut Waake bei Göttingen als Familien-Wohnsitz, wo auch die drei Kinder dieser Ehe geboren wurden: Margarete (1923), Charlotte (1924), vermählte Gräfin von Pfeil und Kl. Ellguth, sowie Sohn Adolf (1927–2020), der 1947 Waake erbte und später für die CDU im niedersächsischen Landtag saß.